# Un'abbuffata di morte
Un'abbuffata di morte (The Big Fat Kill), inizialmente pubblicato in Italia come Sesso e sangue a Sin City, è il terzo volume della serie a fumetti Sin City, scritta e disegnata da Frank Miller e pubblicata dalla Dark Horse Comics. La prima edizione della storia è stata realizzata in cinque albi usciti dal novembre 1994 al marzo 1995. Ad essa sono seguite diverse ristampe in volume, con edizioni che vanno dall'economico brossurato al lussuoso cartonato con contenuti aggiuntivi inediti.
Un'abbuffata di morte è uno degli episodi trasposti nel film Sin City.

## Trama
Shellie, cameriera del Kadie's, sta cercando di respingere Jackie-Boy, un ex pretendente violento e beone. In casa con lei c'è il suo nuovo fidanzato, Dwight un ex assassino che ha cambiato faccia. Riusciti a penetrare nell'abitazione della ragazza, Jackie e i suoi amici minacciano la ragazza, ma l'intervento di Dwight li mette in fuga. Vedendoli troppo inferociti ed eccitati dalla cocente umiliazione subita, Dwight decide di seguirli per evitare che facciano altri guai. Mentre si getta dalla finestra dell'appartamento Shellie gli urla un avvertimento, che lui riesce a udire confusamente a causa del rumore di un elicottero di passaggio.
L'inseguimento conduce le due auto, tallonate da una volante della polizia, nella città vecchia, territorio controllato dalle prostitute. Infatti i poliziotti fanno subito marcia indietro, mentre Dwight li segue a piedi. Quando l'auto di Jackie-Boy affianca la giovane Becky, Dwight è pronto ad intervenire, ma viene fermato da Gail, una delle prostitute. Nello stesso istante altre ragazze bloccano la strada, e dal tetto la piccola letale Miho, una prostituta giapponese, segue la macchina dei malcapitati.
Dopo diverse intimazioni, Jackie estrae la pistola per obbligare Becky a salire sull'auto: a quel punto interviene Miho, ammazzando senza pietà i cinque uomini. È a questo punto che le cose cominciano a peggiorare: si scopre che Jackie-Boy non è altri che Jack Rafferty, un eroe della polizia. Questo omicidio, rischia di mandare in fumo il patto che le prostitute avevano stipulato con la polizia, per il controllo della città vecchia, al posto della mala. Allora Dwight propone di sbarazzarsi dei corpi.
Così parte per i pozzi di catrame fuori dalla città. Diverse ore dopo, giunto ai pozzi, Dwight viene aggredito da una squadra di mercenari al soldo della mafia, che hanno lo scopo di recuperare la testa di Jackie. Nel frattempo alla città vecchia Gail viene rapita da uno scagnozzo della mala. Purtroppo Dwight ha la peggio e viene gettato nel pozzo. Ma qualche minuto dopo, viene tratto in salvo da Miho e un'altra ragazza.
Insieme decidono di andare a recuperare la testa e trarre in salvo Gail. Qualche chilometro più avanti intercettano l'auto dei mercenari, e speronandola la bloccano. Dopo una breve lotta Dwight recupera la testa del poliziotto, e si dirigono a salvare Gail. In quello stesso istante Gail viene torturata per ottenere da lei la firma sulla cessazione del patto. Qui la prostituta scopre che a tradirla e ad avvertire la mala era stata Becky. Dopo qualche minuto due frecce con un messaggio avvertono i malavitosi che all'esterno è arrivato Dwight.
All'uscita nel vicolo, Dwight scambia Gail con la testa di Jackie. Ma, appena Gail è in salvo, Dwight aziona le bombe nascoste nella bocca del poliziotto. Questo è il segnale per le altre prostitute, che appostate sui tetti del vicolo, cominciano a sparare, sterminando i malviventi. Le prove sono state completamente cancellate e la città vecchia è salva. Le prostitute continueranno a controllare la propria parte di città e come monito alla mala, Dwight e Gail mostreranno tutti i cadaveri dei criminali.